# Notre-Dame-de-Lorette katonai temető
A Notre-Dame-de-Lorette katonai temető (Nécropole nationale de Notre-Dame-de-Lorette) az egyik legnagyobb francia katonai sírkert, amely Ablain-Saint-Nazaire közelében található.

## Története
A temetőben 40 057 embert hantoltak el, szinte valamennyien az első világháborúban estek el. Rajtuk kívül a második világháború hat francia áldozata, az indokínai háború egyik ismeretlen halottja, a francia-észak-afrikai konfliktus egyik áldozata, valamint 64 orosz, egy-egy belga és román földi maradványai találhatók a sírkertben.
1914 októberében Róbert bajor koronahercegnek nem sikerült elfoglalnia Arras városát a franciáktól. A németek észak felé vonultak vissza, majd megvetették a lábukat a Vimy-hegyháton és a a Notre Dame-gerincen. A Souchez települést körbeölelő két magaslat uralta a környéket, benne az Arras és Lens közötti utat, valamint létfontosságú szénbányákat és gyárakat.
1915 tavaszán a franciák megindították artois-i offenzívájukat, amelynek során bevették a Notre Dame-hegyhátat, a Vimy-gerincet azonban nem sikerült. Utóbbit csak 1917 áprilisában tudták visszafoglalni a kanadaiak.
Az 1915-ös összecsapások után a francia csapatok egy kicsi temetőt létesítettek a hegygerincen, közel Ablain-Saint-Nazaire településhez, ahol egykor egy  kápolna állt. Később ezt a sírkertet választották azon katonák végső nyughelyének, akik a nyugati front artois-i, flandriai, yseri szakaszán, valamint a belga tengerparton estek el. A temetőben húszezer azonosított katona kapott egyéni sírt, 22 ezer ismeretlen hősi halott maradványait pedig nyolc csontházban helyezték el. A temetőben építettek egy bazilikát, amelyet Louis-Marie Cordonnier francia építész tervezett, valamint az egyik csontház fölé egy tornyot emeltek, amelynek fénye több kilométerről látszik.
2023 óta az első világháború temetői és emlékhelyei részeként a világörökséghez tartozik.